# 巴特布兰肯堡
巴特布兰肯堡（德語：Bad Blankenburg，發音：[bat ˈblaŋkn̩bʊʁk] ⓘ）是德国图林根州萨尔费尔德-鲁多尔施塔特县的城市与温泉镇，位于鲁多尔施塔特西南6千米，爱尔福特东南方37千米处，面积35.62平方千米，2023年12月31日人口为5,992人。
1837年，弗里德里希·福禄贝尔在巴特布兰肯堡创办了世界上第一所幼儿园。
巴特布兰肯堡是德国福音派联盟的总部，该联盟是德国大部分新教教会的松散联盟。